# Communauté de communes du Pays de Saint-Bonnet-le-Château
Die Communauté de communes du Pays de Saint-Bonnet-le-Château ist ein ehemaliger französischer Gemeindeverband mit Rechtsform einer Communauté de communes im Département Loire, dessen Verwaltungssitz sich in dem Ort Saint-Bonnet-le-Château befand. Die Gegend rund um das Städtchen Saint-Bonnet lag etwa 25 km westlich von Saint-Étienne in der Südwestecke des Départements und umfasste einen Abschnitt der Ostseite der historischen Provinz und Berglandschaft Forez. Der Ende 1996 gegründete Gemeindeverband bestand aus 18 Gemeinden auf einer Fläche von 282,2 km2.

## Aufgaben
Zu den vorgeschriebenen Kompetenzen gehörten die Entwicklung und Förderung wirtschaftlicher Aktivitäten und des Tourismus sowie die Raumplanung auf Basis eines Schéma de Cohérence Territoriale. Der Gemeindeverband bestimmte die Wohnungsbaupolitik. In Umweltbelangen betrieb er die Abwasserentsorgung (teilweise) sowie die Müllabfuhr und ‑entsorgung. Zusätzlich förderte der Verband Kultur- und Sportveranstaltungen.

## Historische Entwicklung
Mit Wirkung vom 1. Januar 2017 fusionierte der Gemeindeverband mit
- Communauté d’agglomération Loire Forez (vor 2017),
- Communauté de communes du Pays d’Astrée sowie
- Communauté de communes des Montagnes du Haut Forez

und bildete so die Nachfolgeorganisation Communauté d’agglomération Loire Forez. Vier Gemeinden schlossen sich bei dieser Gelegenheit der Communauté urbaine Saint-Étienne Métropole an.

## Ehemalige Mitgliedsgemeinden
Folgende 18 Gemeinden gehörten der Communauté de communes du Pays de Saint-Bonnet-le-Château an:
| Gemeinde                         | Einwohner 1. Januar 2022 | Fläche km² | Dichte Einw./km² | Code INSEE | Postleitzahl |
| -------------------------------- | ------------------------ | ---------- | ---------------- | ---------- | ------------ |
| Aboën                            | 483                      | 8,96       | 54               | 42001      | 42380        |
| Apinac                           | 424                      | 15,35      | 28               | 42006      | 42550        |
| Chenereilles                     | 536                      | 8,97       | 60               | 42060      | 42560        |
| Estivareilles                    | 709                      | 22,56      | 31               | 42091      | 42380        |
| La Chapelle-en-Lafaye            | 137                      | 8,99       | 15               | 42050      | 42380        |
| La Tourette                      | 630                      | 5,65       | 112              | 42312      | 42380        |
| Luriecq                          | 1.254                    | 20,28      | 62               | 42126      | 42380        |
| Marols                           | 460                      | 14,94      | 31               | 42140      | 42560        |
| Merle-Leignec                    | 326                      | 16,17      | 20               | 42142      | 42380        |
| Montarcher                       | 64                       | 5,99       | 11               | 42146      | 42380        |
| Rozier-Côtes-d’Aurec             | 422                      | 13,89      | 30               | 42192      | 42380        |
| Saint-Bonnet-le-Château          | 1.457                    | 1,87       | 779              | 42204      | 42380        |
| Saint-Hilaire-Cusson-la-Valmitte | 334                      | 18,31      | 18               | 42235      | 42380        |
| Saint-Jean-Soleymieux            | 844                      | 16,47      | 51               | 42240      | 42560        |
| Saint-Maurice-en-Gourgois        | 1.824                    | 31,83      | 57               | 42262      | 42240        |
| Saint-Nizier-de-Fornas           | 653                      | 15,88      | 41               | 42266      | 42380        |
| Soleymieux                       | 716                      | 8,80       | 81               | 42301      | 42560        |
| Usson-en-Forez                   | 1.461                    | 47,24      | 31               | 42318      | 42550        |